# Vertikalmühle

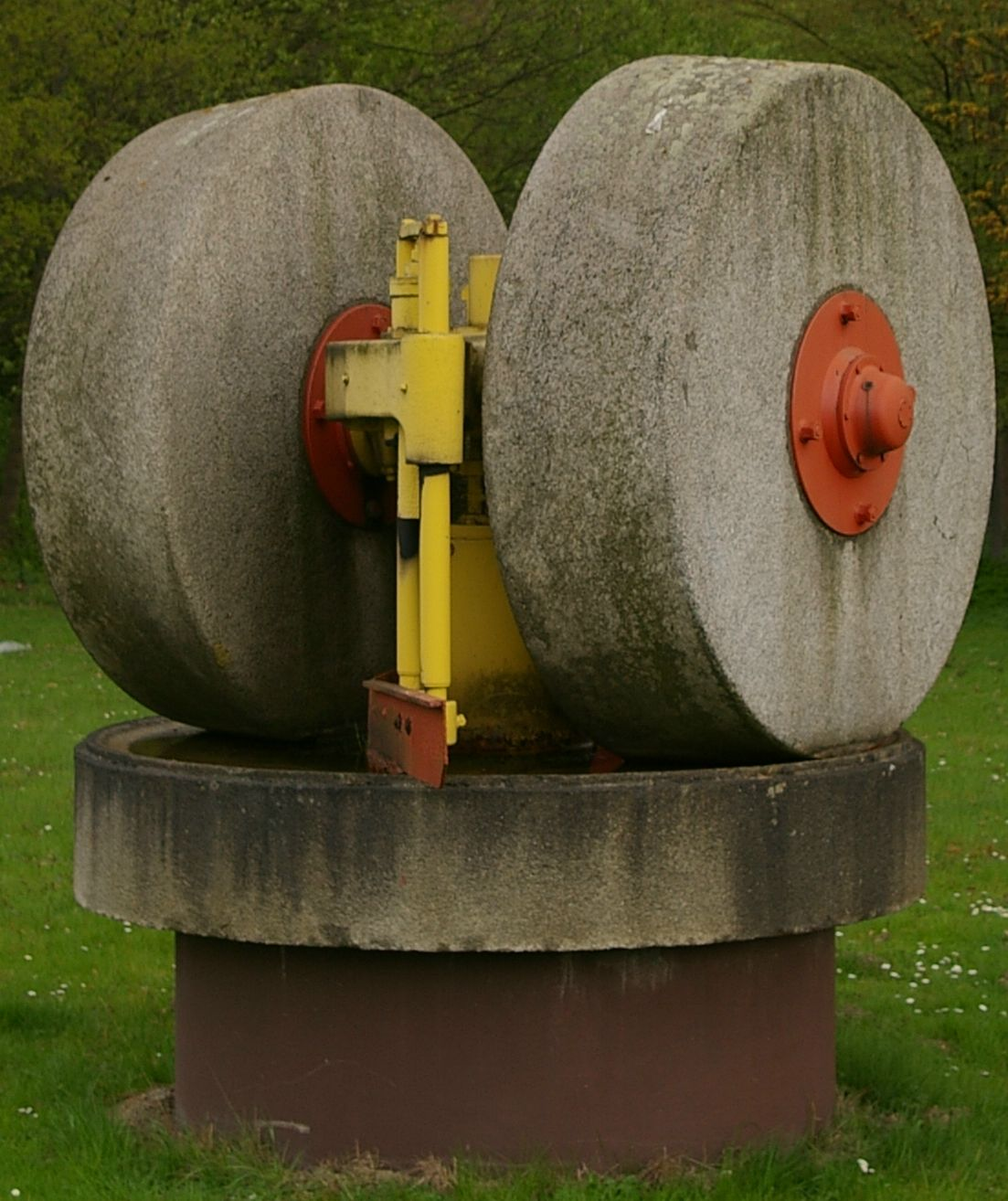
Rollenmühlen-Innereien: Mahlteller (unten), Mahlrollen und Abstreifer (gelb) einer alten Vertikal-Rollenmühle

Vertikalmühlen sind Mühlen zum Mahlen von spröden Materialien. Sie werden meist in Verbindung mit internen Sichtern betrieben. 
Der prinzipielle Aufbau besteht aus einem rotierenden Mahlteller, auf den die Mahlwerkzeuge mit Eigengewicht und oft zusätzlicher Kraft aus Hydraulikzylindern angepresst werden. Diese Mahlwerkzeuge können Kugeln, zylindrische, keglige oder ballige Walzen sein. Die verschleißenden Komponenten einer Vertikalmühle (i.w. die Rollen und die Mahlbahn-Auflage des Mahltellers) bestehen in der Regel aus auswechselbaren Teilen in Hartguss-Legierungen (Beispiel: NiHard), deren Härte am Rand der Zerspanbarkeit liegt. 
Wichtige Kennzahlen solcher Mühlen sind:
1. Energie-Verbrauch (in kWh/to vermahlenem Gut, unter Angabe der Art und Feinheit des Mahlgutes)
2. Verschleiß (Gramm Hartmaterial pro Tonne vermahlenem Gut)
3. Luftbedarf (m³/h) und
4. Druckverlust (mbar)

Die Materialaufgabe erfolgt mittels einer Schurre von oben oder schräg oben im Allgemeinen auf die Mitte des Mahltellers.
Das aufgegebene Material, das Mahlgut, wird durch die wirkenden Fliehkräfte zum Tellerrand bewegt. Auf dem Weg dorthin wird das Mahlgut von den Mahlwerkzeugen erfasst und ein- oder mehrfach überrollt. Dabei wird es zerkleinert. Es entsteht ein Gemisch aus grob und fein zerkleinertem Material. Man versucht den Mühlenprozess so einzustellen, dass sich ein möglichst hohes "Mahlbett" ausbildet, eine nicht unterbrochene Schicht aus vermahlenem Gestein, die einen direkten Kontakt der harten und verschleißenden Mahlkörper mit der Mahlbahnauflage verhindert.
Über einen Düsenring am Rand der Mahlschüssel tritt ein nach oben gerichteter Luftstrom in den Mahlraum ein. Mit diesem Luftstrom wird das leichtere, aufgemahlene Gut nach oben zum Sichter (oder Separator) ausgetragen. Der interne Sichter wird zur Trennung von Grob- und Feingut verwendet. Feinmaterial verlässt dann die Mühle, Grobgut hingegen fällt wieder nach unten und wird abermals überrollt. Besonders grobes Material wird nicht pneumatisch gefördert. Es fällt über den Düsenring als sogenanntes Ausfallgut heraus und wird über einen externen Umlauf mit einem Becherwerk wieder der Mühle zugeführt.
Andere gebräuchliche Bezeichnung für diesen Mühlentyp: Walzenschüsselmühle 
Vertikalmühlen sind weit verbreitet in der Zementindustrie und auch in Kohlekraftwerken. In einer einzigen Zementlinie können bis zu fünf Rollenmühlen eingesetzt sein: eine oder zwei Mühlen zur Rohmaterial-Vermahlung vor dem Ofen, eine oder zwei Mühlen zur Klinkervermahlung (Zement), und eine weitere Rollenmühle zur Kohle-Brennstoffvermahlung.
Mahlgüter sind: Rohmehl (Vormaterial der Zementherstellung), Zementklinker, Kalkstein allgemein, Kohle, Ton, Gips, Hüttensand (Schlacke)
Vorteile der Vertikalmühlen gegenüber anderen Mühlenarten:
- günstiger Energiebedarf
- relativ niedriger Verschleiß
- gleichzeitiges Trocknen des Materials in einem Heißgasstrom möglich, d. h. sehr feuchte Mahlgüter (Kalkstein-Kreideschlämme mit bis zu 15 % Feuchte) können auf die Mühle aufgegeben werden.

## Dreiklappenschleuse
Eine Dreiklappenschleuse ist eine Vorrichtung, die das Befüllen von Vertikalmühlen verbessert. Sie verringert die Falschluftmenge beim Fördern von Material in einen Raum mit Unter- oder Überdruck.
Die Dreiklappenschleuse besteht aus einem Rohr, das von oben befüllt wird. In diesem Rohr werden durch drei Klappen nach unten abgeschlossene Kammern gebildet.
Durch das Öffnen der Klappen fällt das Füllgut jeweils nur in die nächste geschlossene Kammer weiter nach unten. Da immer zwei Klappen geschlossen bleiben, wird ein Luftstrom nach oben verhindert („Falschluftstrom“). Dadurch verringern sich die Betriebskosten.